# برونو بارايبا
برونو بارايبا هو لاعب كرة قدم برازيلي، ولد في 20 يوليو 1994.